# Mexiko i olympiska sommarspelen 1968
Mexiko deltog med 275 deltagare vid de olympiska sommarspelen 1968 i Mexico City. Totalt vann de tre guldmedaljer, tre silvermedaljer och tre bronsmedaljer.

## Medaljer

### Guld
- Ricardo Delgado - Boxning, flugvikt.
- Antonio Roldán - Boxning, fjädervikt.
- Felipe Muñoz - Simning, 200 m bröstsim.

### Silver
- José Pedraza - Friidrott, 20 km gång.
- Álvaro Gaxiola - Simhopp, höga hopp.
- Pilar Roldán - Fäktning, florett.

### Brons
- Agustín Zaragoza - Boxning, mellanvikt.
- Joaquín Rocha - Boxning, tungvikt.
- Maria Teresa Ramírez - Simning, 800 m frisim.